# Shinji Hirai
Shinji Hirai (平井 伸治, Hirai Shinji) est un homme politique japonais, né le 17 septembre 1961 à Tokyo.
Il est élu au poste de gouverneur de la préfecture de Tottori en 2007.